# 西迪高斯
西迪·莫哈末高斯，简称西迪高斯，曾担任马来西亚副首相马哈迪·莫哈末政治秘书长达七年。1974年马哈迪成为教育部长时，他被任命为其政治秘书。
西迪于1981年7月13日被时任内政部长加沙里沙菲宜以他是苏联国家安全委员会特务的借口为由将他逮捕，而就在三天后马哈迪宣誓就任首相。

## 苏联间谍指控
根据馬來西亞《1960年内部安全法令》，西迪被指控为苏联国家安全委员会特务。时任内政部长为加沙里沙菲宜。
1981年7月13日，马来西亚政府以从事间谍活动为由驱逐了三名苏联驻吉隆坡大使馆官员。被驱逐的人为苏联大使馆一等秘书GI Stepanor、苏联大使馆二等秘书VPRomanov、苏联大使馆经济处非外交人员ZL Khamidauline。
内政部长加沙里在新闻发布会上说，警方没收了该特工提供给西迪的任何物品。几个月来，西迪和三名特工会面，但没有泄露任何信息。
1981年7月30日，马哈迪释放了包括西迪在内的21名内安法令扣留者。